# To/Die/For
To/Die/For (zkratkou TDF, v angličtině znamená zemřít pro) je finská gothic metalová kapela založená roku 1999 ve městě Kouvola v jihovýchodním Finsku. Předchůdcem byla v letech 1993–1999 kapela Mary-Ann, poté se její členové rozhodli změnit hudební styl a název.
První studiové album s názvem All Eternity bylo vydáno v roce 1999.

## Diskografie
Studiová alba
- All Eternity (1998)
- Epilogue (2001)
- Jaded (2003)
- IV (2005)
- Wounds Wide Open (2006)
- Samsara (2011)
- Cult (2015)

Kompilační alba
- Epilogue from the Past (2010)

Singly
- In the Heat of the Night (2000)
- Hollow Heart (2003)
- Little Deaths (2005)
- Like Never Before (2006)
- Dear Delirium (2014)
- Screaming Birds (2014)
- In Black (2015)